# Die Tat (Schweizer Zeitung)
Die Tat war eine sozial-liberale Schweizer Zeitung, die von 1935 bis 1978 von der Migros herausgegeben wurde, zuerst als Wochenzeitung, dann als abends erscheinende Tageszeitung und schliesslich als morgens erscheinende Boulevardzeitung. Sie wurde vom Gründer der Migros, Gottlieb Duttweiler, ins Leben gerufen. Während die Wochenzeitung das Parteiorgan des Landesrings der Unabhängigen war, emanzipierte sich die Abendzeitung rasch von diesem und gewann hohes Ansehen auch ausserhalb der Schweiz, namentlich durch ihre Wochenendbeilage Die literarische Tat unter der Leitung von Max Rychner und Erwin Jaeckle und durch die Mitarbeit zahlreicher namhafter Journalisten. Der Niedergang der politischen Presse in den siebziger Jahren, verbunden mit wegen der Nähe zur Migros mangelnden Inserateeinnahmen, führte Ende März 1977 zur Einstellung der Abendzeitung. Der damalige Präsident der Migros, Pierre Arnold, versuchte den Titel als Boulevardzeitung weiterzuführen. Deren wirtschaftskritischer, scharfer Stil bewog ihn jedoch nach 16 Monaten, den Chefredaktor Roger Schawinski zu entlassen. An dessen Stelle setzte er, ohne Anhörung der Redaktion, Karl Vögeli ein, der einen gemässigteren Kurs des Blattes garantieren sollte. Der darauffolgende Proteststreik der Redaktion führte zur Einstellung der Boulevardzeitung Ende September 1978, nur anderthalb Jahre nach ihrer Einführung.
Die Schweizerische Nationalbibliothek hat Die Tat vollständig digitalisiert und 2016 online verfügbar gemacht.

## Die Wochenzeitung
In den ersten vier Jahren ihres Bestehens war die Tat eine Wochenzeitung. Die erste Nummer erschien am 12. November 1935 mit dem Untertitel «Wochenpost der sieben Unabhängigen». Er bezog sich auf die sieben Mitglieder der «Vereinigung der Unabhängigen», die 1935 ein Nationalratsmandat errungen hatten: Franklin Bircher, Gottlieb Duttweiler, Ulrich Eggenberger, Heinrich Schnyder, Willy Stäubli, Fritz Wüthrich und Balthasar Zimmermann.
Duttweiler schrieb, man wolle «ein einfaches, ernstes wöchentliches ‹Rechenschaftsberichts-Blättlein› der 7 Unabhängigen für ihre Freunde» machen. Inserate nehme man nicht auf, um die Presse nicht zu konkurrenzieren und unabhängig zu bleiben (es gab nur vereinzelte Inserate des im gleichen Jahr gegründeten, zur Migros gehörenden Reisebüros Hotel-Plan; damals noch so geschrieben). Die Tat wolle «sachlich referieren unter Vermeidung von Polemik» und auch «die Gegner kurz zum Wort kommen lassen». Als Motiv für die Gründung der Zeitung nannte er auch die Abwehr des Nationalsozialismus in der Schweiz, dem sich die Tat von Anfang an kompromisslos widersetzte.

«Es war im Fronten-Frühling 1935. Es galt dem Geschrei der schweizerischen Nazi-Jünger etwas Saftiges entgegenzustellen.»

Verantwortlicher Redaktor war zuerst Hermann Walder, der Rechtsanwalt der Migros, ab 19. November 1937 Eugen Theodor Rimli und ab 28. April 1939 Willy Aerni, der Geschäftsführer des Ende 1936 gegründeten Landesrings der Unabhängigen (LdU). Walder wechselte in die Redaktionskommission der Tat, wo er bis zur Trennung von Duttweiler im Oktober 1943 blieb, und Rimli schrieb nach seinem Rücktritt als verantwortlicher Redaktor weiterhin Artikel für die Zeitung (1940/1941 war er Chefredaktor der kurzlebigen ersten Boulevardzeitung der Schweiz, Actualis, danach gründete er den später in Stauffacher-Verlag umbenannten Fraumünster-Verlag Zürich und gab die Illustrierte Weltgeschichte und die Illustrierte Welt-Kunstgeschichte heraus). Aerni war nach der Gründung der Abendzeitung bis Ende Mai 1948 Chef der Administration und der Inseratenabteilung.

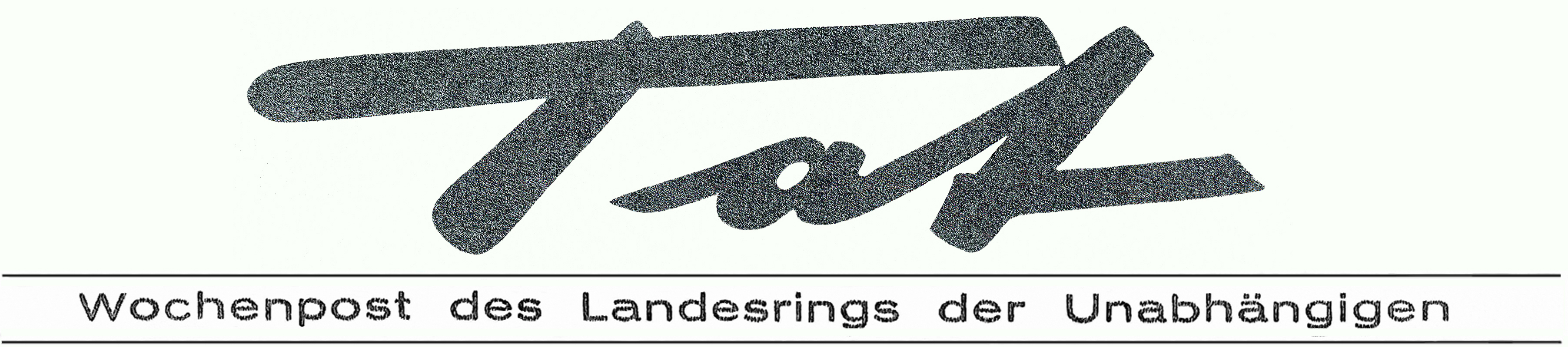
Logo der Wochenzeitung Tat 1937–1939, der «Schlengge»

Gedruckt wurde die Tat in der alten Druckerei der Züricher Post in Räumen der Alten Universität an der St.-Peter-Strasse im Zentrum Zürichs. Anfang 1937, nach der Gründung des LdU, gab sich die Zeitung ein grösseres Format und einen Umfang von statt 4 nun 6 bis 8, ausnahmsweise auch 12 und 16 Seiten, änderte den Zeitungskopf unter Verzicht auf das «Die» in den intern «Schlengge» genannten sowie den Untertitel in «Wochenpost des Landesrings der Unabhängigen». Sie erschien fortan freitags statt mittwochs (nur gerade die erste Nummer war an einem Dienstag erschienen). Von nun an nahm sie auch Inserate auf.
Nach dem Entscheid der Migros, eine Tageszeitung herauszugeben, erschien am 29. September 1939 die letzte Ausgabe der Wochenzeitung Tat in der bisherigen Form. Bis zum Erscheinen des Brückenbauers (heute Migros-Magazin) am 25. September 1942 gab die Migros noch eine Tat (Wochenpost) mit anderem redaktionellem Auftrag heraus.

## Die Abendzeitung
Am 8. September 1939 kündigte die Tat auf den 1. Oktober die Umwandlung der Wochen- in eine Tageszeitung an. Duttweiler wollte sie erst Der Tag nennen, wobei die bisherige Wochenzeitung als Freitagsausgabe erscheinen sollte. Deswegen und wegen der Titeländerung, so der Bundesrat, handle es sich jedoch um eine Neugründung einer Zeitung, was gemäss einem Bundesratsbeschluss vom 8. September 1939 verboten sei. Duttweiler beschloss darauf, den Namen Die Tat beizubehalten und die Freitagsausgabe nicht als Fortsetzung des Wochenblatts erscheinen zu lassen. Darauf gab der Bundesrat grünes Licht für die Tageszeitung. Sie erschien erstmals am 2. Oktober 1939 (verfügbar bereits am Vorabend), nun mit dem Untertitel «Schweizerische unabhängige Tageszeitung», sechsmal wöchentlich abends, jeweils mit Datum vom nächsten Tag. Bis am 7. November 1939 war der Dienstag der erscheinungsfreie Tag, danach der Sonntag.
Duttweiler begründete die Notwendigkeit, die Tat zur Tageszeitung zu erweitern, damit, dass dem Landesring die übrige schweizerische Tagespresse verschlossen sei. Den neuen, grösseren Aufgaben, die sich der Bewegung des Landesrings stellten, könne jedoch nur eine Tageszeitung genügen, eine politische Bewegung ohne Tageszeitung sei «in unserem Land auf die Dauer nicht lebensfähig». Die Tat setzte auch als Tageszeitung ihren den Nationalsozialismus strikte ablehnenden Kurs fort. Sie wurde denn auch schon zwei Monate nach der Einführung in Deutschland und Ungarn verboten, weitere zwei Monate später auch in Italien.
Verantwortliche Redaktoren bzw. ab 1943 Chefredaktoren waren 1939–1943 Max Rychner, 1943–1971 Erwin Jaeckle (ab 1962 und noch bis 1977 auch Leiter der Literarischen Tat) und 1971–1977 Walter Biel.
Die erste Redaktion bestand aus Max Rychner (Feuilleton, de facto jedoch wegen militärdienstbedingter Absenzen gleichzeitig Ausland bis 1943, danach Feuilleton bis 1962), Herbert von Moos (Ausland, zuvor Schweizer Zeitung und Schweizerische Republikanische Blätter, zugleich populärer Redaktor der «Völkerbundschronik» bei Radio Beromünster, ab Mai 1937 «Die Welt von Genf aus gesehen», ab 19. September 1939 «Weltchronik» genannt, auf Druck der deutschen Gesandtschaft und von Bundesrat Marcel Pilet-Golaz wegen seiner betont antinazistischen Haltung, formell jedoch wegen «Nachlässigkeit» bei Radio Beromünster entlassen und bei der Tat im Dezember 1940 «aus Gesundheitsrücksichten» zurückgetreten), Felix Moeschlin (Präsident des Schweizerischen Schriftstellervereins, Inland, bis 1942, danach Präsident der Redaktionskommission), Karl Gnädinger (Schriftsteller, Lokales, Pseudonym «Nepomuk», bis zu seinem Unfalltod 1943) und Charles La Roche (Wirtschaftswissenschafter, Wirtschaft, bis 1940, danach ersetzt von Hans Munz). Ständige Mitarbeiter waren Jean Rudolf von Salis (Auslandkommentare, bis zur Spaltung des Landesrings im Oktober 1943), Ernest Grosselin (Oberstdivisionär, Militär), Paul Gentizon (zuvor Korrespondent des Temps und der Gazette de Lausanne), Bernhard Diebold (Schriftsteller, Theaterkritik, bis 1945, zuvor Frankfurter Zeitung), Robert Oboussier (Musikkritik, 1939 bis zu seiner Ermordung 1957, zuvor Deutsche Allgemeine Zeitung) und Peter Meyer (Herausgeber der Architektur- und Kunstzeitschrift Das Werk).

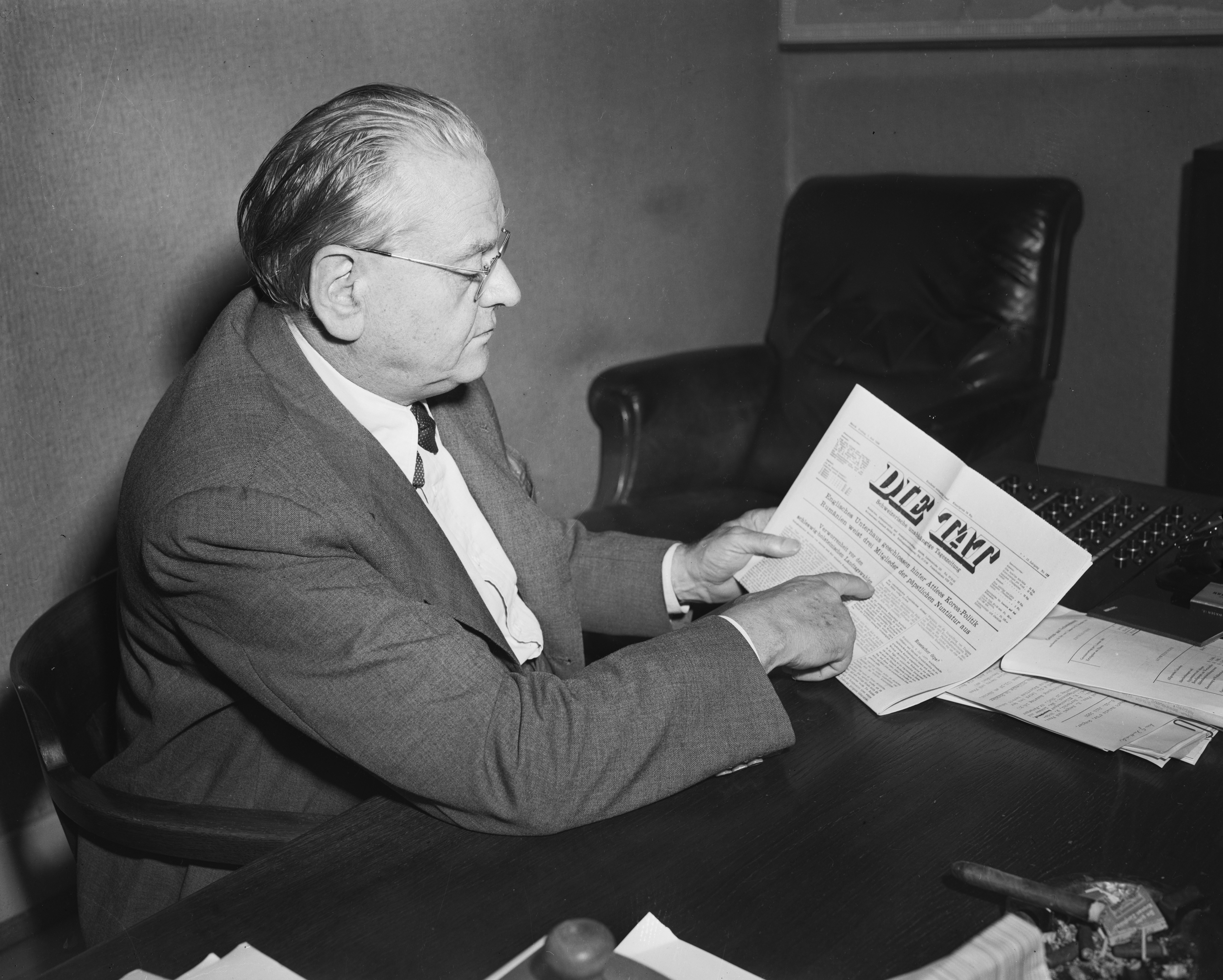
Gottlieb Duttweiler, der Gründer der Zeitung Die Tat (7. Juli 1950)

Ende 1941 bezogen Redaktion, Administration und Druckerei der Tat neue Räumlichkeiten des im gleichen Jahr gegründeten Migros-Genossenschafts-Bundes (MGB) an der Limmatstrasse. 1943 führte der neue Chefredaktor Erwin Jaeckle verschiedene Änderungen ein. Er schaffte die Berner und Basler Lokalseiten ab und integrierte sie in den allgemeinen Teil, was ihm ermöglichte, den Berner Redaktor als Bundeshaus- und den Basler als Auslandredaktor einzusetzen. Dies wiederum erlaubte es Max Rychner, vom Ausland- in sein angestammtes Feuilletonressort zurückzukehren. Jaeckle führte überdies eine Frauenseite ein, publizierte als erster in einer Schweizer Zeitung regelmässig Ausschnitte aus der Weltpresse und lancierte 1944 die erste Radioseite in der Schweizer Presse. Eine Spezialität der Tat war von Beginn weg die tägliche aktuelle Bilderseite mit jeweils durchschnittlich acht Bildern als letzte Seite des Hauptblatts. Die Zeitung erschien ab 31. Juli 1943 mit einer neuen Schrift, die Titel in einer Antiqua statt Grotesk und mit schwarzen Negativbalken als Spaltenköpfe im politischen Teil. Ab 12. März 1944 erschien die Tat auch wieder sonntags und damit fortan siebenmal wöchentlich. Im Dezember 1952 zogen Redaktion und Administration an den Limmatplatz um, wo sich auch der Hauptsitz der Migros befindet.
Überragende Figur der Abendzeitung Die Tat war Erwin Jaeckle, der auch politisch tätig war (1942–1950 im Gemeinderat von Zürich, 1945 Präsident, 1947–1962 im Nationalrat für den Landesring der Unabhängigen). Duttweiler hatte ihn zu Beginn als Chefredaktor vorgesehen, aber Jaeckle wollte an seiner Habilitation arbeiten und schlug statt seiner Max Rychner vor, dessen Mitarbeiter beim Feuilleton des Bunds er zu dieser Zeit war. Schliesslich wählte er dennoch statt einer akademischen die journalistische Laufbahn und trat am 1. Januar 1943 in die Tat ein, wobei er zwei Bedingungen stellte: Er wollte aus Respekt vor dem 12 Jahre älteren, presseerfahrenen Max Rychner als Inlandredaktor und nicht als Vorgesetzter Rychners eingestellt werden, und er verlangte, dass die Redaktion nicht direkt Duttweiler, sondern einer Betriebskommission unterstellt sei, die als vermittelnde Stelle zwischen der Redaktion und Duttweiler stehen sollte. So geschah es. Die Betriebskommission drängte ihn jedoch kurz darauf, nachdem er verschiedene Verbesserungsvorschläge unterbreitet hatte, nun doch erster nomineller Chefredaktor zu werden, und Jaeckle stimmte nach längerem Abwägen zu. Unter seiner Leitung gewann die Tat als Tageszeitung grosses, über die Grenzen der Schweiz hinausgehendes Ansehen, ganz besonders durch die von Max Rychner und später von Erwin Jaeckle selbst betreute Wochenendbeilage Literarische Tat (bis Ende 1960 «Kunst – Literatur – Forschung»).
So wie sich Jaeckle kompromisslos gegen den Nationalsozialismus gewandt hatte, so bekämpfte er nach dem Krieg Verfemungen von aus seiner Sicht angeblichen Sympathisanten der Nationalsozialisten wie Hans Konrad Sonderegger, Gustav Däniker, Eugen Bircher und Robert F. Denzler oder Grock sowie «Säuberungen» oder Ausweisungen von Deutschen wie Bernard von Brentano und pochte auf die strikte Einhaltung des Rechts. 1945 verbot der Zürcher Regierungsrat aus Furcht vor Störungen ein Konzert Wilhelm Furtwänglers mit dem Tonhalle-Orchester Zürich, nachdem die Partei der Arbeit im Gemeinderat den Stadtrat interpelliert hatte, ob er das Konzert des «Preussischen Staatsrats» zuzulassen gedenke. Auch dies kritisierte Jaeckle heftig.
Seine liberale Haltung zeigte sich auch darin, dass er die Verbote der kommunistischen und faschistischen Parteien während des Zweiten Weltkriegs ablehnte. Er war der Meinung, dass die Schweizer einer solchen Schutzmassnahme nicht bedurften, weil er ihre «ererbten Rechtsbegriffe für stark und unverrückbar» hielt. Entsprechend opponierte er auch dem sogenannten Jesuitenartikel, also dem seit 1874 in der schweizerischen Verfassung enthaltenen Verbot des Jesuitenordens und generell der Errichtung oder Wiedererrichtung von Klöstern. (Die entsprechenden Artikel wurden 1973 durch eine Volksabstimmung aus der Verfassung entfernt.) Anderseits befürwortete er die 1940 im Militärstrafgesetz eingeführte Todesstrafe für Landesverrat. (Sie wurde 1992 wieder abgeschafft.)
Als Nationalrat setzte sich Jaeckle erfolglos für ein unbeschränktes Waffenausfuhrverbot ein. Erfolg hatte er dagegen mit der Forderung, den Schweizer Wehrmännern, damit sie im Kriegsfall sofort kampfbereit wären, plombierte Taschenmunition für die Aufbewahrung zuhause abzugeben. Überhaupt war ihm eine starke Armee ein wichtiges Anliegen, wobei er sich vehement gegen die Eigenentwicklung von Flugzeugen stemmte. 1949 erreichte er eine Erhöhung der Beiträge an die im gleichen Jahr wie die Tat-Abendzeitung gegründete Pro Helvetia. 1952 leitete er mit einem – zunächst abgelehnten – Postulat die Aufhebung der weiteren Subventionierung der Holzverzuckerungs AG, der späteren Ems-Chemie, ein. Der Aufhebung der Subventionierung wurde dann am 13. Mai 1956 in einer Volksabstimmung zugestimmt.
Jaeckles Verhältnis zum autoritären, eruptiven Gottlieb Duttweiler war nicht ohne Konflikte. So warf ihm dieser, der als Unternehmer eher an Wirtschaftsfragen interessiert war und nie Militärdienst geleistet hatte, vor, nie Vorstösse zu den grossen Landesproblemen zu machen. Jaeckle, der eher an kulturellen und als Offizier an militärischen Themen interessiert war, wies dies beleidigt zurück. Auch drohte Duttweiler bei den häufigen Auseinandersetzungen regelmässig mit der Einstellung der Zeitung. Jaeckle nannte er den seidenen Faden, an dem die Tat hänge.
Nach dem Ausscheiden aus dem Nationalrat 1962 äusserte sich Erwin Jaeckle nur noch selten politisch und widmete sich nach dem im gleichen Jahr erfolgten Rücktritt von Max Rychner vermehrt der Leitung der Literarischen Tat, seinen schriftstellerischen Leidenschaften und genealogischen Studien seiner Familie. Ende Mai 1971 trat er in den Ruhestand, betreute aber noch bis zur Einstellung der Abendzeitung 1977 die Literarische Tat. Danach machte er kein Geheimnis aus seiner Verachtung für die neue Boulevardzeitung unter gleichem Namen.

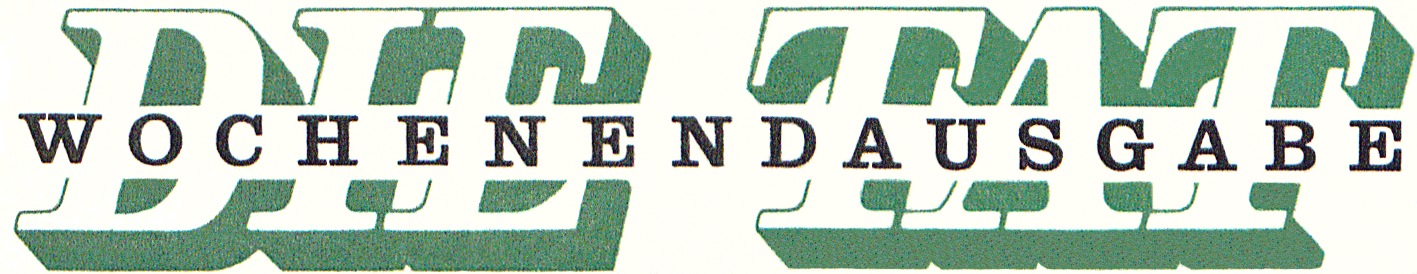
Logo der Wochenendausgabe der Tat. Die «grüne Tat» enthielt die Literarische Tat und konnte separat abonniert werden.

1972 unterzog der neue Chefredaktor Walter Biel die Tat einem Redesign. Der Zeitungskopf wurde rot, nur die Wochenendausgabe blieb die «grüne Tat». Auf der Frontseite erschienen nun statt wie früher ausschliesslich Auslandnachrichten die wichtigsten Ereignisse aus allen Ressorts und eine bebilderte «Tagesschau». Das Layout wurde von vier auf fünf Spalten umgestellt.
Die Tat erreichte in der Zeit vor und während des Zweiten Weltkriegs eine Auflage von über 40'000 Exemplaren, danach noch rund 35'000 Exemplare und war damit die drittgrösste politische Tageszeitung in der deutschsprachigen Schweiz. Sie war jedoch nie rentabel, unter anderem weil sie wegen der Nähe zur Migros keine Markenartikelinserate bekam. Der Niedergang der politischen Presse in den siebziger Jahren führte überdies bis 1976 zu einer Reduktion der Auflage auf nur noch rund 25'000 Exemplare. Die dadurch steigenden Verluste wollten die Nachfolger des 1962 verstorbenen Gottlieb Duttweiler bei der Migros, denen die Zeitung überdies «zu elitär» war und zu wenig Resonanz erzeugte, schliesslich nicht mehr tragen, obwohl sie 1974 noch beschlossen hatten, die Tat für mindestens fünf Jahre weiter herauszugeben. Charles Linsmayer und Alfred A. Häsler baten den Herausgeber in einer Petition noch, die von 153 Persönlichkeiten der Kultur, der Wissenschaft, der Politik und der Wirtschaft, darunter Friedrich Traugott Wahlen, Hans-Peter Tschudi und Siegfried Unseld, unterzeichnet wurde, wenigstens die Literarische Tat in geeigneter Weise fortzuführen. Sie wurden nicht erhört. Am 1. April 1977 erschien die letzte Ausgabe der Tat in der bisherigen Form. Biel wurde beim Migros-Genossenschafts-Bund Direktor für Wirtschaftspolitik.

## Die Boulevardzeitung
Der damalige Präsident der Verwaltungsdelegation der Migros, Pierre Arnold, wollte nun anstelle der Abendzeitung eine angriffige, aber sachliche «Boulevardzeitung von gehobenem Niveau» (ohne «Sex and Crime»). Wenige Jahre zuvor war allerdings ein Projekt mit ähnlichem Anspruch in Gestalt der Neuen Presse gescheitert. Arnold konnte die 26-köpfige Verwaltung äusserst knapp, mit 12 gegen 11 Mitglieder, von seinem Vorhaben überzeugen. Die neue Zeitung sollte den Fokus auf den Konsumentenschutz legen, wobei die Vorgabe war, in einem Jahr eine Auflage von 80'000 Exemplaren zu erreichen und in drei Jahren finanziell selbsttragend zu sein.
Zu diesem Zweck stellte Arnold ein weitgehend neues, wesentlich grösseres Team unter dem Chefredaktor Roger Schawinski ein, darunter Kurt W. Zimmermann, Urs P. Gasche, Peter Knechtli (Basel), Hanspeter Thür (Ratgeber), Fredy Hämmerli sowie Gerd Klinner, der 1969–1972 bereits Redaktor der Abendzeitung gewesen war. Vom Impressum der Abend- in jenes der Boulevardzeitung übernommen wurden der stellvertretende Chefredaktor und Chef Reportagen und Berichte Ulrich Doerfel, der Auslandchef Herbert Tauber und der Chef Lokales Albin Minder. Vorgesehen war auch Lokalredaktor Silvio Kippe, der aber noch vor dem Erscheinen der neuen Zeitung ausschied. Um die wesentlich höhere Auflage und den Vierfarbdruck zu ermöglichen, musste in sehr kurzer Zeit eine Druckerei in Spreitenbach aufgebaut werden, die Limmatdruck AG, die dann allerdings den Grossteil des Tat-Defizits verursachte. Ursprünglich war geplant, die neue Tat bereits Ende 1976 herauszugeben, und zwar ebenfalls als Abendzeitung, wogegen sich Schawinski, bereits seit Anfang 1977 in den Diensten der Migros, aber erfolgreich wehrte.
Am 4. April 1977 erschien die Tat zum ersten Mal in neuer Aufmachung, im Halbformat, und als erste überregionale Zeitung der Schweiz im Vierfarbendruck. Als montags bis samstags erscheinende Morgenzeitung stand sie in Konkurrenz zum Blick. Die Auflage betrug nach eigenen Angaben 70'000 verkaufte Exemplare, die Reichweite über 200'000 Leser. Bekannt wurde die Zeitung in der Folge unter anderem durch die Aufdeckung des sogenannten Chiasso-Skandals bei der Schweizerischen Kreditanstalt SKA (heute Credit Suisse), von der Tat «SKAndal» genannt.
Der aggressive Stil der Zeitung, manchmal auch gegenüber der Migros, führte jedoch bald zu heftiger Kritik einer wachsenden Anzahl von Mitgliedern der Verwaltung, die sich auch auf zahlreiche Unmutsäusserungen der Genossenschafter beriefen. Dazu kam, dass die Defizite von jährlich 8 bis 12 Mio. Schweizer Franken die Vorgaben bei weitem überschritten und eine ausgeglichene Rechnung, wie von Arnold für eine mittlerweile auf fünf Jahre verlängerte Zeitspanne gefordert, nicht mehr erreichbar schien. Arnold verlangte schliesslich von Schawinski, dass er zwei, drei Aktivisten aus der Betriebsgruppe der linken SJU-Gewerkschaft entlasse, darunter vor allem Hanspeter Bürgin, die er als hauptverantwortlich für den wirtschaftskritischen, scharfen Kurs der Zeitung hielt. Als sich Schawinski weigerte, entliess ihn Arnold am 26. Juli 1978 fristlos. Der Redaktion gab er klare Richtlinien für ihre Arbeit vor, die einen Wechsel im Stil der Zeitung, aber nach seiner Auffassung keine eigentliche Kursänderung bewirken sollten. Bürgin verliess die Zeitung dann von sich aus.
Zum Chefredaktor a. i. ernannte Arnold den bisherigen stellvertretenden Chefredaktor Gerd Klinner. Dieser nahm die Aufgabe zunächst an, wies sie dann aber nach Rücksprache mit der Redaktion zurück, die ultimativ die Wiedereinsetzung Schawinskis als Chefredaktor verlangte. Pierre Arnold lehnte dies ab und forderte die Redaktion auf, neben Klinner zwei weitere Redaktoren zu benennen, die zusammen mit diesem eine Übergangs-Dreierchefredaktion bilden sollten. Die Redaktion wählte dafür Urs P. Gasche und Karl Biffiger. Sie forderte jedoch gleichzeitig ein Redaktionsstatut, das die Weiterführung des bisherigen Kurses garantieren sollte. Auf ein Redaktionsstatut, in das die Migros ihre «Richtlinien» integrieren wollte, konnte man sich in nun folgenden Gesprächen jedoch nicht einigen.
Am 19. September 1978 setzte Arnold, ohne die Redaktion zu konsultieren, den Bundeshausredaktor des Blicks Karl Vögeli als neuen Chefredaktor ein, mit dem Auftrag, die Richtlinien der Migros in der Redaktion durchzusetzen. Diese reagierte am 22. September 1978 «in völliger Verkennung ihrer Machtposition» (Schawinski) mit einem Streik, an dem alle 56 in der SJU organisierten redaktionellen Mitarbeiter teilnahmen, und protestierte gegen die ohne ihre Anhörung erfolgte Ernennung Vögelis. Eine Anhörung der Redaktion «vor allen wichtigen Fragen» stipulierte das Redaktionsstatut der Tat, das von der Migros allerdings nicht unterzeichnet (nach Ansicht der Redaktion aber immerhin «mündlich abgesegnet») worden war und an das sich Arnold deshalb nicht gebunden fühlte. Arnold habe auch mündlich und schriftlich zugesichert, den Kollektivvertrag 1972 (vorher «Badener Abkommen», heute Gesamtarbeitsvertrag) zwischen Journalisten- und Zeitungsverlegerverband anzuerkennen, in dem ebenfalls die Pflicht zur Anhörung der Redaktion vor wichtigen Entscheiden festgehalten ist. Als Nichtverbandsmitglied war die Migros allerdings auch an den Kollektivvertrag nicht gebunden. Fünf nicht in der SJU organisierte Redaktoren (darunter Klinner und Gasche von der Übergangschefredaktion, die inzwischen selbst gekündigt hatten) protestierten gegen den Streik und warfen den Streikenden vor, Arbeitsplätze, auch technische, zu gefährden.
Damit erschien am Samstag, 23. September 1978, zum ersten Mal in der Schweizer Pressegeschichte eine Zeitung wegen eines Streiks der Redaktion nicht. Die Migros setzte der Redaktion schriftlich ein bis Freitagabend befristetes, später bis Samstagmittag verlängertes Ultimatum, die Arbeit wiederaufzunehmen. Werde der Aufforderung nicht nachgekommen, gelte das Schreiben als fristlose Kündigung. Die Redaktion liess das Ultimatum ungenutzt verstreichen. Darauf bestätigte die Migros umgehend die im Schreiben festgestellte fristlose Kündigung der gut 40 nicht zu einer Wiederaufnahme der Arbeit bereiten streikenden Redaktoren und schloss sie durch Auswechseln der Türschlösser aus. Die Redaktoren publizierten in der Folge während rund eines Monats in der Genossenschaftsdruckerei sieben Ausgaben einer Streikzeitung Die Wut in der Aufmachung der Tat und mit einer Auflage von 80'000 bis 100'000 Exemplaren. Am Montag, 25. September 1978, machte die Migros ihre Drohung war und stellte das Erscheinen der Zeitung ein. Vögeli wurde Leiter der Abteilung Neue Medien beim Migros-Genossenschafts-Bund.
Arnold wandte sich in einem unter anderem in der Neuen Zürcher Zeitung vom 27. September 1978 publizierten «offenen Brief an die schweizerischen Zeitungsleser» und rechtfertigte das Vorgehen der Migros. Die Ernennung eines Chefredaktors falle in die alleinige Kompetenz des Herausgebers. Bei einem Mitbestimmungsrecht der Redaktion würde sich kein ernsthafter Bewerber melden, weil er sich dem Risiko aussetzen würde, seinen derzeitigen Arbeitsplatz zu verlieren, wenn seine Bewerbung durch Indiskretionen bekannt würde. Solche Indiskretionen habe es bei der Tat in früheren Fällen gegeben.
Die streikenden Redaktoren führten die Herausgabe der Wut und verschiedene Aktionen zunächst weiter. Am 19. Oktober 1978 erklärte sich die Migros in einer Vereinbarung mit der Gewerkschaft VPOD, zu der die SJU als eine seiner Sektionen gehörte, bereit, die Löhne der fristlos gekündigten Redaktoren noch bis Ende Jahr zu bezahlen und auf Schadenersatzforderungen zu verzichten. Der VPOD verpflichtete sich seinerseits, die eingeleitete gerichtliche Beurteilung der Berechtigung der fristlosen Kündigungen zurückzuziehen und die Streikzeitung Die Wut, in der Adresse und Telefonnummer Arnolds publiziert worden waren, einzustellen.

## Redaktoren und redaktionelle Mitarbeiter

### Verantwortliche Redaktoren der Wochenzeitung
- Hermann Walder: 1935–1937 (Rechtsanwalt der Migros)
- Eugen Theodor Rimli: 1937–1939 (zuvor Deutschland-Korrespondent verschiedener Schweizer Zeitungen, darunter der Weltwoche)
- Willy Aerni: 1939 (Geschäftsleiter des LdU)

### Abendzeitung

#### Verantwortliche Redaktoren und Chefredaktoren
- Max Rychner: 1939–1943 (bis 1962 Leiter der 1960 in Die literarische Tat umbenannten Beilage «Kunst – Literatur – Forschung», zuvor Redaktor der Neuen Schweizer Rundschau, der Kölnischen Zeitung und des Bunds)
- Erwin Jaeckle: 1943–1971 (zuvor stellvertretender Verlagsleiter des Atlantis Verlags und Mitarbeiter von Max Rychner beim Bund, erster nomineller «Chefredaktor», ab 1962 und noch bis 1977 auch Leiter der Literarischen Tat)
- Walter Biel: 1971–1977 (davor seit 1959 Wirtschaftsredaktor der Tat)

#### Weitere bekannte zeichnende Redaktoren
- Fritz René Allemann (Ausland, 1942–1946 Londoner, 1946–1947 Pariser Korrespondent, 1947–1949 Auslandchef, 1949–1960 Bonner, 1960–1967 Berliner Korrespondent, danach freier Mitarbeiter)
- Roman Brodmann (Filmredaktor, 1943–1949)
- Hans Fleig (ab 1948 Londoner Korrespondent, 1951–1961 Leiter Ausland)
- Alfred Grütter[56] (Bundesstadtredaktor, 1942 bis zu seinem Tod 1964),
- Hans Munz (Wirtschaft, 1941–1944)[57]

#### Weitere bekannte Redaktoren und redaktionelle Mitarbeiter
Erich Brock (Literaturkritiker), Elisabeth Brock-Sulzer (Theaterkritikerin, 1945–1977), Karl Heinrich David (Konzert- und Opernkritiker, 1944–1951), der spätere Zürcher Regierungsrat Alfred Gilgen (Medizin-Sonderseite), Henry «Heiri» Gysler (Lokales), Fritz Güttinger (Literaturkritiker), Alfred A. Häsler (Sonderaufgaben, 1958–1977), Gertrud Heinzelmann (Frauenseite), Gustav René Hocke (Römer Korrespondent), Robert Jungk (USA-Korrespondent, bis 1957), Charles Linsmayer (Literaturkritiker), Herbert Lüthy (Pariser Korrespondent, bis Ende 1950, danach freier Mitarbeiter), Georges-Henri Martin (Washingtoner Korrespondent), Hans Mayer (Literaturkritiker), Armin Mohler (Pariser Korrespondent 1953–1961), Walter Muschg (Literaturkritiker), Hans Neuburg (Kunstkritiker, 1967–1977), Hermann Scherchen (Musikkritiker), Edgar Schumacher (Militärisches), Adrien Turel (Literatur), Gösta von Uexküll (Londoner Korrespondent) und Ernst Walter (Kolumnist, Pseudonyme Pankraz Deubelbeiss und Atahaka).
Quelle:

### Chefredaktoren der Boulevardzeitung
- Roger Schawinski: 1977–1978 (zuvor Leiter der Sendung «Kassensturz» des Schweizer Fernsehens)
- Gerd Klinner (a. i.): 1978 (zuvor beim Blick, 1969–1972 bereits Redaktionsmitglied der Abendzeitung Die Tat)
- Karl Vögeli: 1978 (konnte die Stelle wegen der Einstellung der Zeitung nicht mehr antreten, zuvor Bundeshausredaktor des Blicks)